# BM Atlético Madrid
BM Atlético Madrid (tidligere BM Ciudad Real) er en tidligere spansk håndboldklub, der oprindeligt kom fra den spanske by Ciudad Real, men som flyttede til Madrid fra 2011/12, hvor de blev en del af Atletico Madrid. Klubben spillede i Liga ASOBAL, der er den øverste liga i Spanien. I juli 2013 lukkede klubben pga. økonomiske problemer, der blandt andet indebar en skattegæld, samt manglende sponsorindtægter og offentlig støtte. 

## Historie
I 1981 blev der oprettet en klub i byen Ciudad Real, der hed Asociación Deportiva Cultural Caserío Vigón. I 1993 købte et andet hold fra Ciudad Real, Asociación Deportiva Cultural Ciudad Real, ADC Caserío Vigóns plads og omdøbte holdet til Balonmano Ciudad Real.

## Trofæer
- Liga ASOBAL: 4
  - Vindere: 2003-04, 2006/2007, 2007/2008 og 2008/2009
  - Vicemestre: 2002-03
- EHF Champions League:3
  - Vindere: 2005-06, 2007-2008 og 2008/2009
  - Nr. 2: 2004-05
- EHF Champions Trophy: 3
  - Vindere: 2005, 2006 og 2008
- Copa del Rey: 2
  - Vindere: 2002-03 and 2007-08
  - Nr. 2: 2000-01, 2001-02, 2003-04 og 2005-06
- ASOBAL Cup: 5
  - Vindere: 2003-04, 2004-05, 2005-06, 2006-07 and 2007-08
- Supercopa ASOBAL: 2
  - Vindere: 2004-05, 2007-08
  - Nr. 2: 2003-04
- City Cup
  - Nr. 2: 1998-99
- Cup Winners' Cup: 2
  - Vindere: 2001-02, 2002-03

## Halinformation
- Navn: Quijote Arena
- By: Ciudad Real
- Tilskuere: 5.200
- Adresse: Polígono Industrial Larache.

## Danskere, der har spillet i klubben
- Torsten Laen har tidligere spillet for klubben
- Claus Møller Jakobsen har tidligere spillet for klubben
- Nikolaj Markussen har tidligere spillet for klubben
- Christian Hjermind har tidligere spillet for klubben

## Berømte trænere
- Veselin Vujović
- Rafael López León

## Berømte spillere
| - José Javier Hombrados - Jordi Núñez - Antonio Muñoz Villanueva - Santiago Urdiales - Angel Hermida - Javier Valenzuela - Xabier Mikel Rekondo - Talant Dujshebaev - Mirza Džomba - Ólafur Stefánsson - Iker Romero - Julen Aguinagalde - Petar Metličić - Joan Cañellas | - Uroš Zorman - Hussein Zaky - Aleš Pajovič - Gheorghe Covaciu - Didier Dinart - Jonas Källman - David Davis - Alberto Entrerríos - / Siarhei Rutenka - Kiril Lazarov - Isaías Guardiola - Mariusz Jurkiewicz - Eric Gull - Chema Rodríguez | - Luc Abalo - Jérôme Fernandez - / Rolando Uríos - Senjanin Maglajlija - / Julio Fis - Sergey Pogorelov - / Arpad Šterbik - Viran Morros - Mariusz Jurkiewicz - Egor Evdokimov |